# مارك مارشال (لاعب كرة قدم)
مارك مارشال (24 ديسمبر 1985 في غرينادا - ) هو لاعب كرة قدم غرينادا في مركز الدفاع. شارك مع منتخب غرينادا لكرة القدم.

## وصلات خارجية
- مارك مارشال على موقع قاعدة بيانات كرة القدم.إي يو (الإنجليزية)
- مارك مارشال على موقع ناشيونال فوتبول تيمز (الإنجليزية)
- مارك مارشال على موقع Soccerway.com (الإنجليزية)